# Comuna Butor, Stînga Nistrului
Comuna Butor este o comună din Unitățile Administrativ-Teritoriale din Stînga Nistrului, Republica Moldova. Este formată din satele Butor (sat-reședință) și India.
Conform recensământului din anul 2004, populația localității era de 3.102 locuitori, dintre care 3.039 (97.96%) moldoveni (români), 23 (0.74%) ucraineni si 29 (0.93%) ruși.